# Mameluk
 En mameluk var en slave oftest fra Tyrkiet, Østeuropa eller Kaukasus, som var købt som en egyptisk, osmannisk, eller anden muslimsk sultans livvagt. 
De bar bukser med løse bukseben, som hang for neden. Bukserne kom på mode i det 19. århundredes børnedragt under navnet mamelukker. 
Mamelukkerne udviklede sig fra at være simple slavesoldater til frygtede elitesoldater. Mamelukkerne tog til sidst magten i Egypten, hvor bl.a. Napoleon kæmpede mod dem ved pyramiderne.